# Dunton (Norfolk)
Dunton is een civil parish in het bestuurlijke gebied North Norfolk, in het Engelse graafschap Norfolk met 126 inwoners.